# August von Kaven

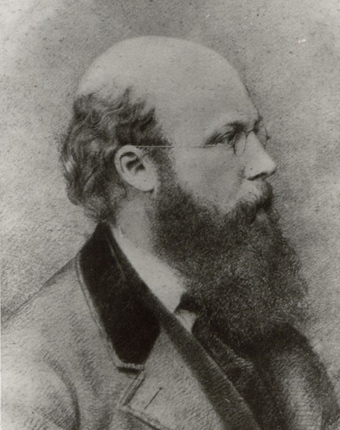
August von Kaven

August von Kaven (* 19. März 1827 in Bremen; † 19. Mai 1891 in Aachen) war ein Bauingenieur und der erste Direktor des Aachener Polytechnikums (heute: RWTH Aachen).

## Biografie
Nach Abschluss seines Studiums am Polytechnikum Hannover mit dem Abschluss der Hannoverschen Staatsprüfung im Baufach fand Kaven eine erste Anstellung im Wasserbau beim öffentlichen Bauwesen seiner Heimatstadt Bremen. Zwischen 1850 und 1861 arbeitete er als Ingenieur der Hannoverschen Eisenbahndirektion und Bauinspektor im Hannoverschen Staatsdienst an Entwurf und Ausführung verschiedener norddeutscher Eisenbahnlinien, -brücken und Hafenanlagen.
Im Jahre 1861 übernahm Kaven neben seiner praktischen Ingenieurtätigkeit als Mitglied der technischen Abteilung der Generaldirektion der Eisenbahnen in Hannover am dortigen polytechnischen Institut eine Lehrverpflichtung für Eisenbahn-, Brücken- und Wegebau, aus der heraus er vom preußischen Handelsminister Graf Heinrich Friedrich von Itzenplitz 1869 zum Direktor des Polytechnikums Aachen berufen wurde.
Von Kaven war bis 1880 Direktor des Aachener Polytechnikums. Im Rahmen der Umwandlung der preußischen Polytechnika in Technische Hochschulen wurde auch in Aachen – gegen den Widerstand von Kavens – eine Rektoratsverfassung eingeführt und das ursprünglich an ihn auf Lebenszeit vergebene Direktorat aufgehoben.
August von Kaven starb nach langer, schwerer Krankheit am 19. Mai 1891 in Aachen. Er wurde auf dem protestantischen Westfriedhof in Aachen begraben, wo sich noch heute sein Grab findet. Das Grabmal schuf Karl Krauß. Die Kavenstraße in Aachen-Süsterfeld trägt seinen Namen.

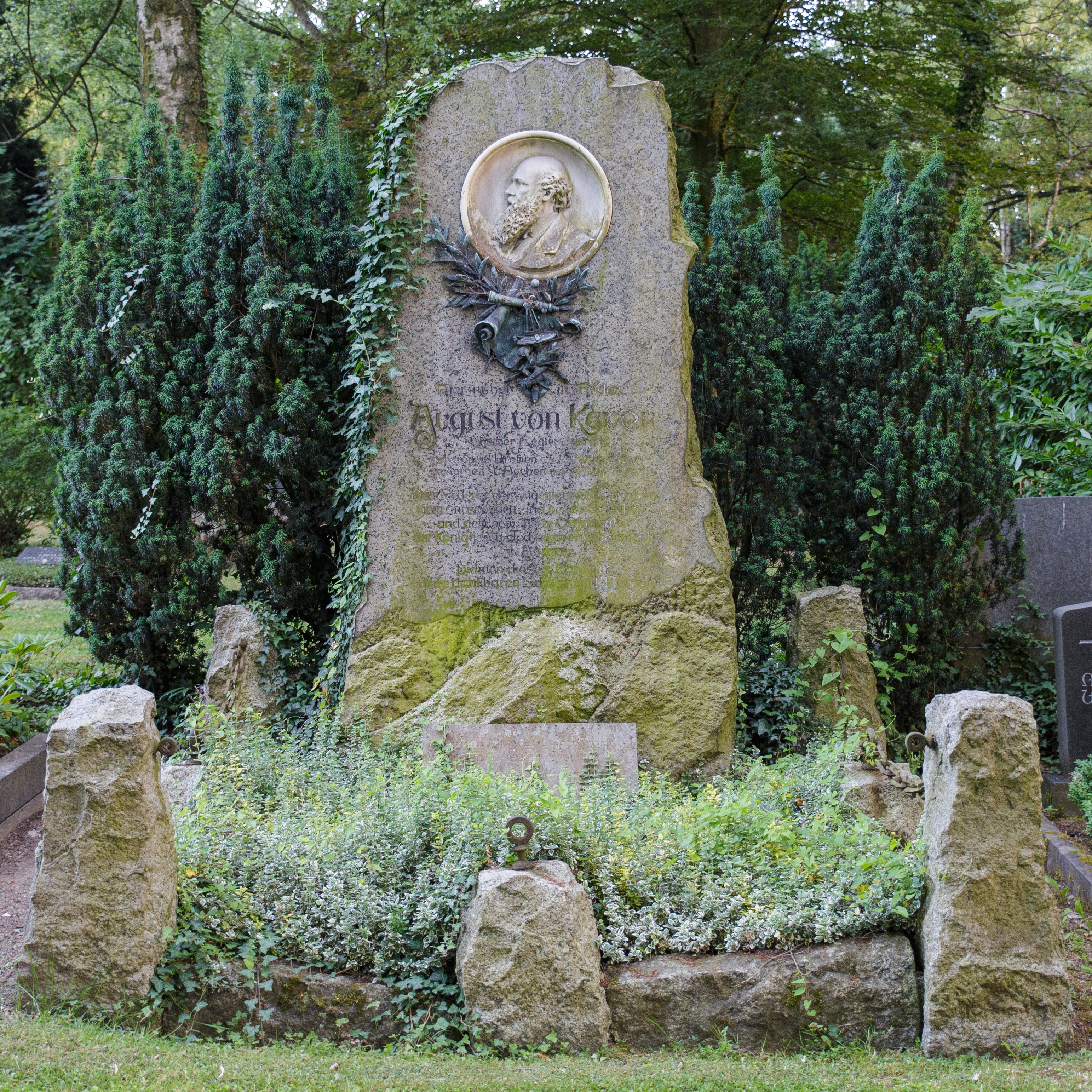
Grabstätte August von Kaven

Mit der Verleihung des Von Kaven-Rings würdigt die RWTH Aachen seit Februar 2004 außenstehende Personen mit besonderen Verdiensten um die Aachener Hochschule. Bisherige Preisträger (Stand 2016) sind Roland Walter, Jürgen Linden und Max Kerner. Dieser Preis ist nicht zu verwechseln mit dem von Kaven-Preis, dessen Stifter Herbert von Kaven ihn im Dezember 2004 ins Leben rief.